# Sarfa
La Sarfa és una empresa de transport de viatgers de les comarques gironines, amb seu administrativa i tallers situats a Begur des del 2008, quan va deixar la seva cotxera de Palafrugell.
Va ser fundada el 9 de setembre de 1921 per tres socis, Narcís Ribot, de Sant Feliu de Guíxols, Antoni Font, de Llagostera, i Josep Artigas en fusionar les seves empreses d'autobusos. Les sigles dels quals donaren lloc al nom de l'empresa: Societat Anònima Ribot, Font i Artigues, tres noms que segons Josep Pla «semblen tres fantasmes, perquè de fet hi ha ben poca gent que sàpiga de qui es tracta» amb un capital de 505.000 pessetes i deu vehicles.

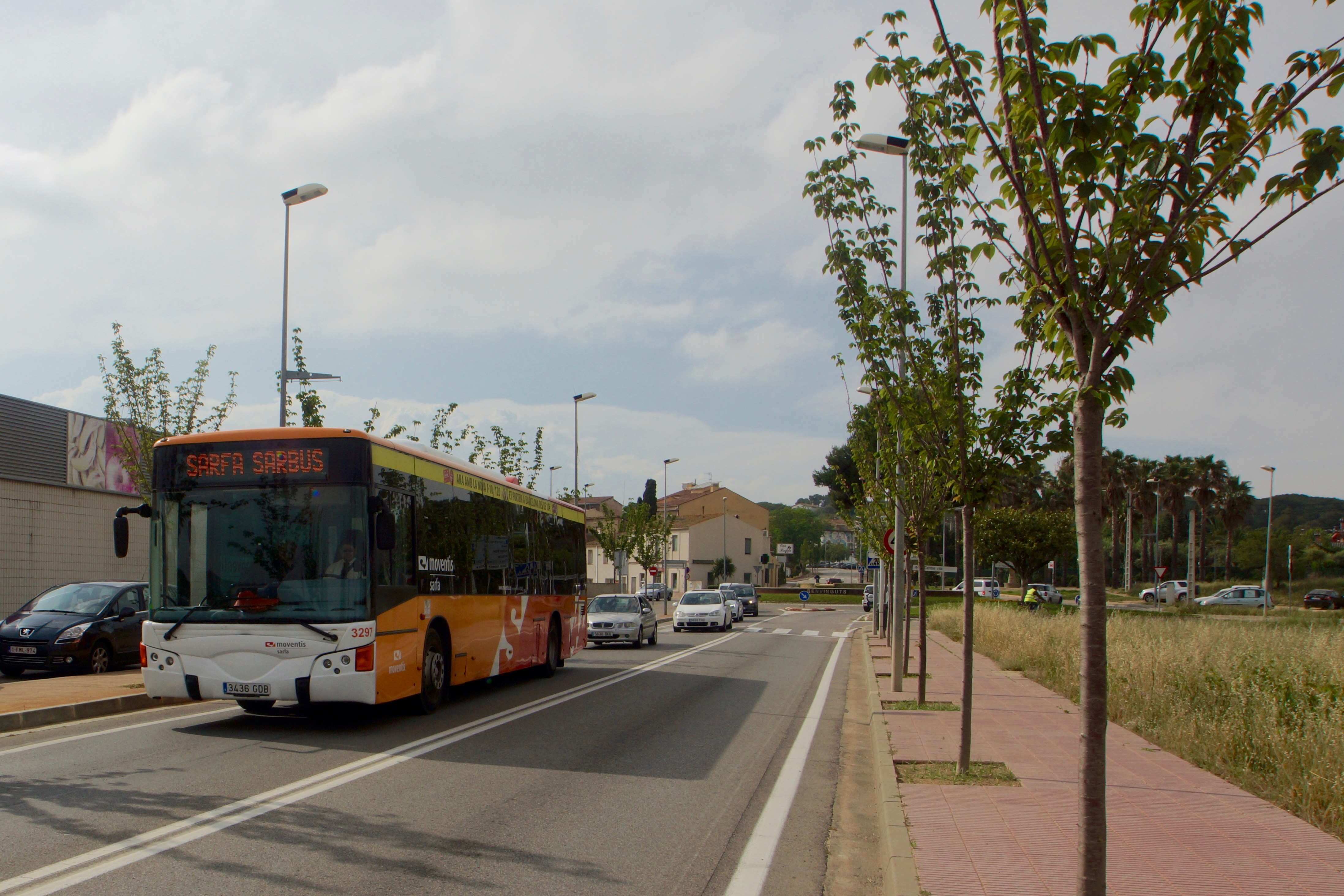
Un bus de la Sarfa a l'avinguda de la Unió a Calonge

Es dedica al transport de viatgers per carretera dins la zona de la Costa Brava, Girona, el seu enllaç amb la ciutat de Barcelona i a realitzar qualsevol servei discrecional amb circuits per tot Europa. Així mateix també fa el serveis urbans de Palamós-Calonge, Castell d'Aro Platja d'Aro S'Agaró-Santa Cristina d'Aro-Sant Feliu de Guíxols i Figueres-Roses-Cadaqués, així com una línia regular que connecta la Costa Brava amb l'aeroport del Prat. El 2011 disposa d'un centenar de busos amb una capacitat que va des dels setze fins als 63 passatgers.
L'any 2000, la companyia va ser adquirida pel grup Sarbus, i l'any 2009 va ser integrat en el grup Moventia, format per sis empreses de transport de viatgers per carretera: Sarbus, Casas, Sarfa, Ategsa, Autobusos de Lleida i La Vallesana. El 2008 va traslladar les seves antigues instal·lacions del carrer de Torres Jonama de Palafrugell al Polígon Riera d'Esclanyà de la veïna Begur.
| «           | Amb el darrer autobús de la S.A.R.F.A. de la vigília solen arribar les senyoretes dedicades a les passions de l'amor. | » |
| — Josep Pla | |   |